# Levitron
Levitron je magnet, který se vznáší v magnetickém poli jiného magnetu. Tento jev byl původně objeven vermontským vynálezcem Royem M. Harriganem v 70. letech 20. století; v roce 1983 Harrigan na své originální zařízení založené na tomto jevu obdržel patent Spojených států.

## Princip
Princip levitronu je takový, že se menší magnet roztočí v pozici, ve které se odpuzuje s větším magnetem v podložce. Za normálních okolností by se menší magnet přitáhl opačným pólem k magnetu v podložce, ale pokud se menší magnet točí, jeho úhlový moment směřuje vzhůru, a tak magnet setrvává ve svislé poloze. Menší magnet levituje v takové výšce, ve které se rovná odpudivá síla mezi menším a větším magnetem síle tíhové, působící na menší magnet.

## Využití
Princip levitronu se zatím využívá při výrobě hraček, jako například levitující káča. Naproti tomu je v případu poměrně populárních levitujících glóbusů princip jejich nadnášení odlišný (rotace není nutná, nezbytný je řídicí systém se zpětnou vazbou skrytý ve stojanu glóbusu). V Česku zatím[kdy?] tyto hračky nejsou k dostání v takovém množství, jako třeba v Japonsku.[zdroj⁠?!]
Od roku 1994 do roku 1999 se prodalo 750 000 kusů.[kde?]